# Morten Meldal
Morten Meldal (ur. 16 stycznia 1954 w Kopenhadze) – duński chemik, profesor Uniwersytetu Kopenhaskiego, laureat Nagrody Nobla w dziedzinie chemii w 2022 roku, wspólnie z Carolyn Bertozzi i Barrym Sharplessem, za rozwój chemii „click” i chemii bioortogonalnej.